# Dermesztő ölelés
A Dermesztő ölelés Richelle Mead amerikai írónő második könyve a Vámpírakadémia-sorozatból. Először az amerikai Razorbill kiadó adta ki 2008-ban, a magyar nyelvű megjelenésre 2010. március 11-én került sor.

## Történet
|  | Alább a cselekmény részletei következnek! |

Rose Hathaway élete tele van gondokkal. Nem elég mindaz a nehézség, amit dampyr testőrtanoncként kell átélnie, ráadásul oktatója, a vonzó Dmitrij valaki másra vetett szemet. A köztük lévő szoros kapocs miatt pedig Rose folyton akkor hallja legjobb barátnője, Lissa Dragomir gondolatait, amikor az barátjával, Christiannal enyeleg.
A Szent Vlagyimir Akadémiát azonban megtámadják az élőhalott strigák, akik korábban több királyi vérű nemesi családot lemészároltak. Így az iskolának a legjobb dampyr testőrökre van szüksége, többek közt Rose anyjára, a legendás, ám szigorú Janine Hathaway-re. Az idei sítábor kötelező, ám Idaho hótól csillogó lankái csak látszólag biztonságosak. A könyörtelen strigák halálos veszélyt jelentenek mindenki számára, és Rose-nak cselekednie kell. De a hősiességnek mindig ára van.
|  | Itt a vége a cselekmény részletezésének! |

## Hazai fogadtatás
A Vámpírakadémia-sorozat második részében már határozottabban kirajzolódik az írónő elképzelése a folytatást illetően. Jobban előtérbe kerül a főszereplők tinédzser életkora; a romantikus szál erősebb, miközben a vámpír mítosz eddigi hagyományaival valamelyest ellentmondó nézetek is kifejezésre kerülnek. Ez a blogszférában vegyes fogadtatást eredményezett - noha többen álltak ki a könyv mellett -, az ekultura.hu pedig úgy összegzett, hogy "a könyv leginkább a tízen-huszonéves olvasóknak íródott, akik számára ismerős az életérzés, de még nem olvastak klasszikus vámpír/horror történeteket."

## Magyarul
- Dermesztő ölelés. Vámpírakadémia II. (Frostbite); ford. Farkas Veronika; Agave Könyvek, Bp., 2010 ISBN 978-963-9868-69-4